# Gwangju World Cup Stadium
Gwangju World Cup Stadium, tidigare Guus Hiddink Stadium, fotbollsarena i Gwangju i Sydkorea, som byggdes inför VM 2002. Sitt nuvarande namn fick den strax efter VM; den är uppkallad efter det sydkoreanska landslagets dåvarande förbundskapten Guus Hiddink, som ledde laget fram till en fjärdeplats i mästerskapet.